# Think Tank
Think Tank je sedmé album skupiny Blur, které bylo vydáno 5. května 2003. Graham Coxon se před odchodem ze skupiny podílel pouze na písni Battery in Your Leg. Skupina Blur odcestovala na nahrávání alba až do Maroka.

## Seznam písní
0. "Me, White Noise" (skrytá píseň) - 6:48
1. Ambulance - 5:09
2. Out of Time - 3:52
3. Crazy Beat - 3:15
4. Good Song - 3:09
5. On the Way to the Club - 3:48
6. Brothers and Sisters - 3:47
7. Caravan - 4:36
8. We've Got a File on You - 1:03
9. Moroccan Peoples Revolutionary Bowls Club - 3:03
10. Sweet Song - 4:01
11. Jets - 6:25
12. Gene by Gene - 3:49
13. Battery in Your Leg - 3:14